# Lies for the Liars
Lies for the Liars is het derde studioalbum van de rock/emo-groep The Used, uitgebracht in 2007 De albumhoes is gemaakt door Alex Pardee, die al meer albumhoezen van the Used heeft gemaakt. Het mannetje met het vierkante hoofd op de voorkant heet Chadam.

## Nummers

### Officiële nummers
1. "The Ripper" – 2:56
2. "Pretty Handsome Awkward" – 3:32
3. "The bird and the worm" – 3:46
4. "Earthquake" – 3:29
5. "Hospital" – 2:57
6. "Paralyzed" – 3:13
7. "With me tonight" – 3:06
8. "Wake the dead" – 4:14
9. "Find a way" – 3:23
10. "Liar liar (Burn in hell)" – 2:52
11. "Smother Me" – 4:20

### B-kanten
- "Dark days"
- "Devil beside you"
- "My pesticide"
- "Slit your own throat"
- "Pain"
- "Tunnel"
- "Sun comes up"
- "Sick hearts"
- Deze nummers zijn allemaal verschenen op de EP Shallow Believer uit 2008.

### Singles
- Pretty handsome awkward
- The bird and the worm
- Paralyzed
- Liar liar (Burn in hell)

## Personen
- Bert McCracken
- Jeph Howard
- Quinn Allman
- Dan Whitesides